# Éléonore Faucher
Éléonore Faucher (Nantes, 10 de enero de 1973-27 de agosto de 2023) fue una guionista y cineasta francesa.

## Biografía
Estudió en la École Nationale Supérieure Louis Lumière. Comenzó su carrera como asistente de cámara en películas, como La vida de Jesús en 1997, de Bruno Dumont; también había escrito varias novelas.
Contrajo matrimonio con Jean Christophe Delpias; fue madre de dos hijos. 
Faucher falleció el 27 de agosto de 2023 a los cincuenta años a causa de un cáncer con el que luchaba desde hacía algunos años, como anunció su familia.

## Películas
- 2004, Las bordadoras
- 2009, Gamines
- 2019, La Maladroite
- 2022, Y la montaña florecerá

## Premios
- 2004, Premio del Cine Europeo al descubrimiento del año.
- 2005, Premio César a la mejor ópera prima.

## Galería

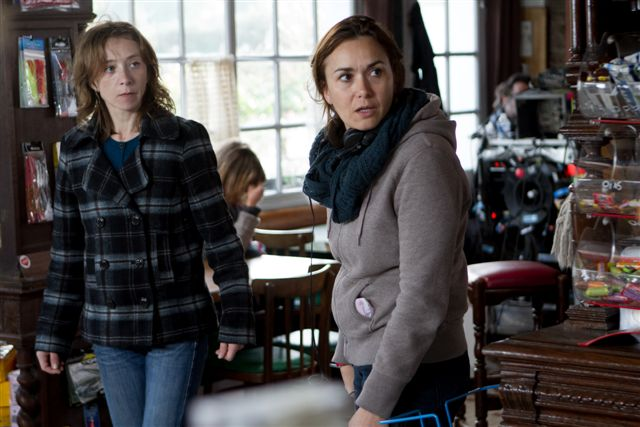
Tournage Les déferlantes.
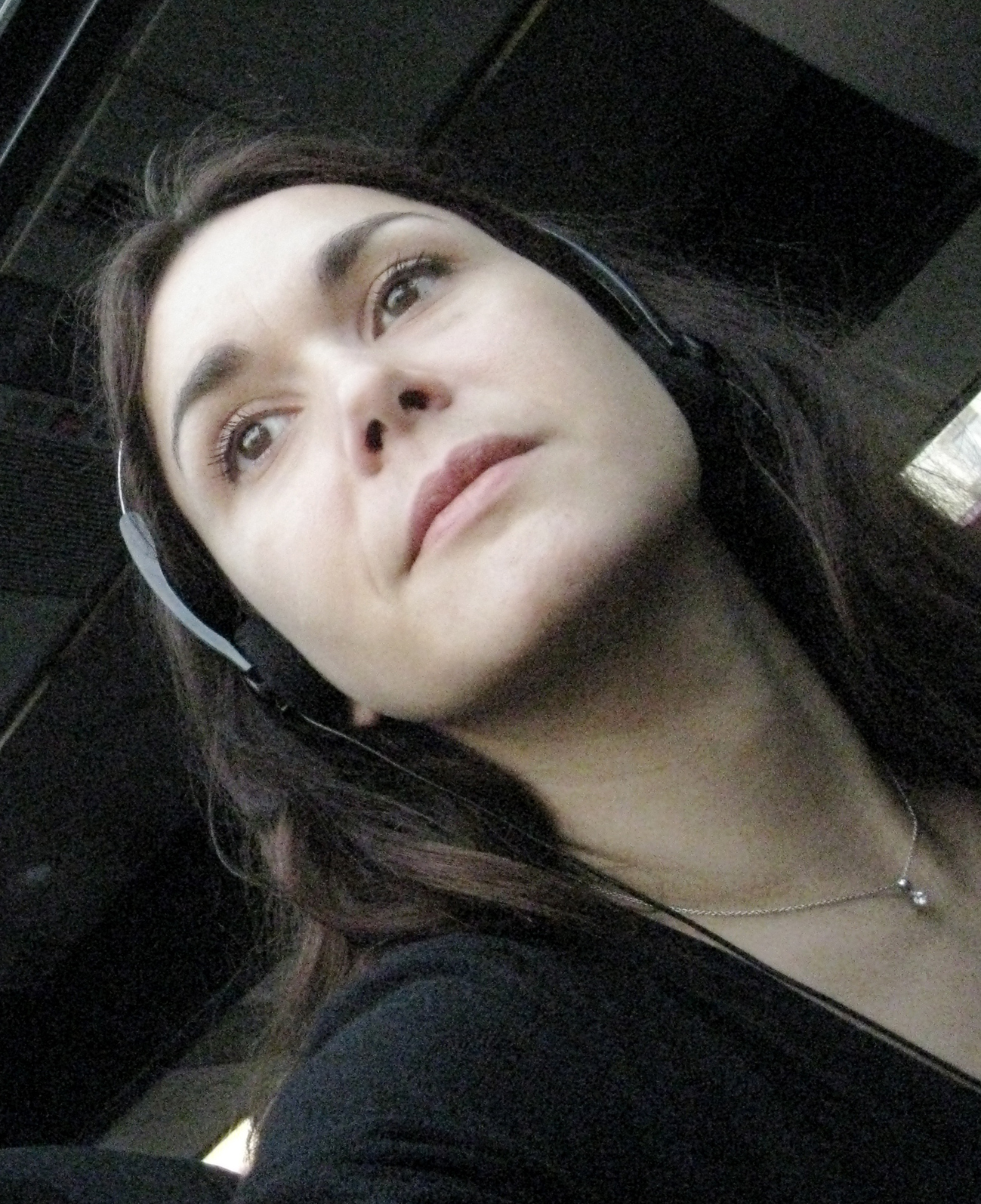
Éléonore Fauche en 2008
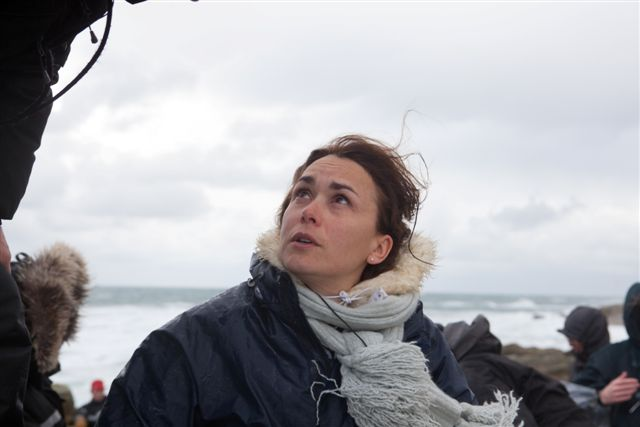
Tournage Les Déferlantes.
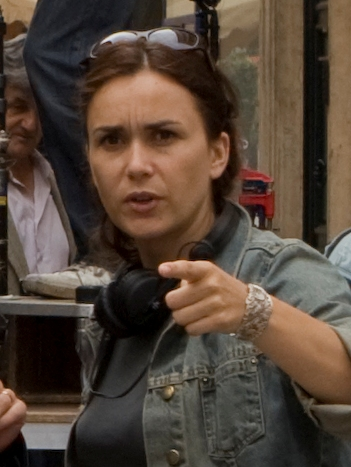
Tournage de Gamines.
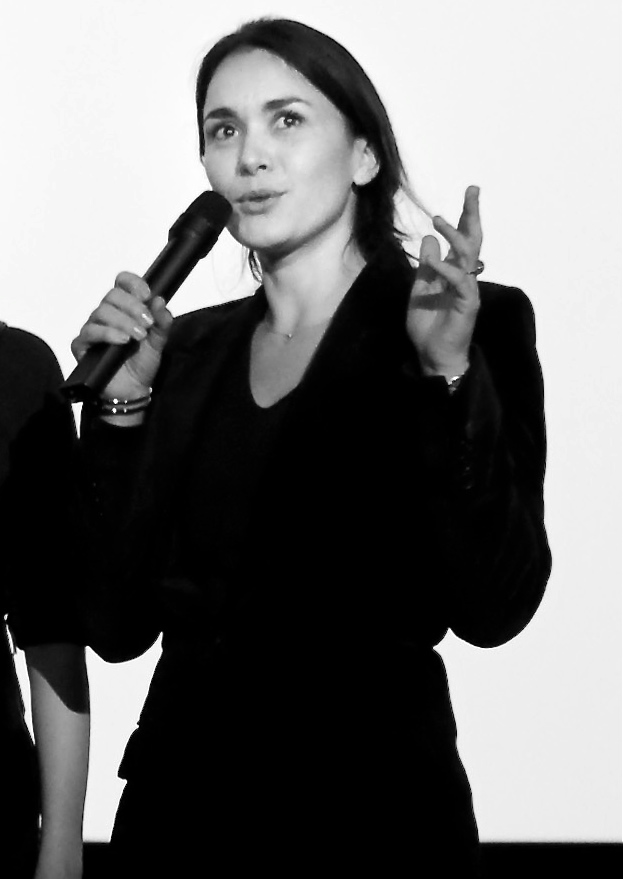
Éléonore Faucher en 2009